# Mariafe Artacho del Solar
Mariafe Artacho del Solar (Lima, 24 de outubro de 1993) é uma jogadora de voleibol de praia peruana-australiana.

## Carreira
Nos Jogos Olímpicos de Verão de 2016 ela representou seu país ao lado de Nicole Laird, caindo na fase de grupos.
Conquistou  ao lado de Taliqua Clancy a medalha de bronze na edição do Campeonato Mundial de Vôlei de Praia de 2019 sediada em Hamburgo.